# 塞爾 (賓夕法尼亞州)

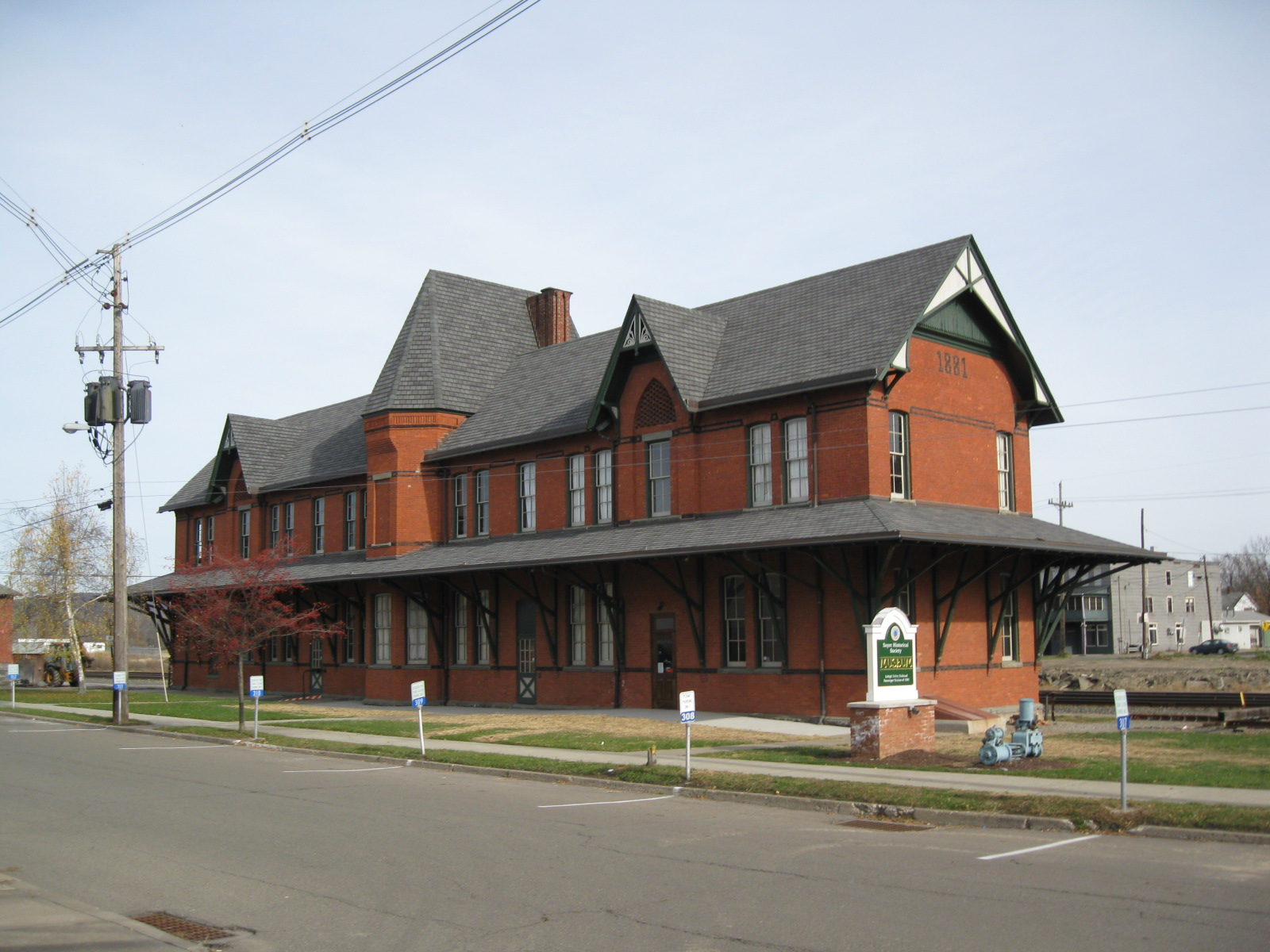
塞爾

塞爾（Sayre）位於美國賓夕法尼亞州布拉福縣，2020年有人口5,403人。塞爾和鄰近的瓦維里、雅典、南瓦維里共同組成潘恩–約克山谷。